# Rue de Poitou
Rue de Poitou je ulice v Paříži v historické čtvrti Marais. Nachází se ve 3. obvodu.

## Poloha
Ulice vede od křižovatky s Rue de Turenne a končí na křižovatce s Rue Charlot.

## Historie
Ulice byla otevřena v roce 1626. Nejprve se nazývala Rue de l'Oseille (mezi Rue de Turenne a Rue Vieille-du-Temple) a Rue de Poitou (mezi Rue Vieille-du-Temple a Rue Charlot).
Nese jméno bývalé francouzské provincie Poitou. Francouzský král Jindřich IV. plánoval vybudovat ve čtvrti Marais rozsáhlé náměstí Place de France, z jehož realizace po králově smrti sešlo. Na tomto náměstí mělo končit osm ulic a každá měla nést jméno jedné významné provincie. Název ulice je tak odkazem na tento nerealizovaný plán.

## Zajímavé stavby
- Dům č. 29: fasáda zdejšího pekařství je chráněná jako historická památka [1]